# Jonathan Biabiany
Jonathan Ludovic Biabiany (París, 28 de abril de 1988) es un futbolista francés. Juega como delantero en el Antequera C. F. de la Primera Federación de España.

## Trayectoria
Empezó su carrera futbolística en el equipo de su barrio y conocido por su apodo "el malo", luego fue trasferido al Chievo Verona "B" en 2007, hasta mediados de 2008. En 2008 fue transferido al Modena "B" y terminando esa temporada 08-09 fue transferido al Parma .
En diciembre de 2010 ganó la Copa Mundial de Clubes de la FIFA, anotando un gol en la final contra el TP Mazembe de la República democrática del Congo, Biabiany convertiría el 3-0 definitivo para el Inter de Milán.
Fichó por la UC Sampdoria, pero después se marchó cedido al Parma F. C.
Luego de ser cedido al Parma, el mismo anunció su fichaje tras una gran temporada con ellos.
El 10 de julio de 2015 volvió al fútbol después de una exitosa operación y se vinculó al Inter de Milán de la Serie A por cuatro años.
El 13 de agosto de 2020 se anunció su fichaje por el San Fernando C. D. Estuvo cuatro años en los que marcó 22 goles en los 123 partidos que jugó. En el último de ellos el equipo descendió a Segunda Federación, pero él siguió compitiendo en Primera Federación después de fichar por el Antequera C. F.

## Selección nacional
Ha sido internacional con la selección sub-21 de Francia en 7 ocasiones anotando 2 goles.

## Clubes
| Club                         | País            | Año       |
| ---------------------------- | --------------- | --------- |
| Inter de Milán               | Italia          | 2006-2010 |
| A. C. Chievo Verona (cedido) | Italia          | 2007      |
| Modena F. C. (cedido)        | Italia          | 2008-2009 |
| Parma F. C. (cedido)         | Italia          | 2009      |
| Parma F. C.                  | Italia          | 2010      |
| Inter de Milán               | Italia          | 2010      |
| U. C. Sampdoria              | Italia          | 2011-2012 |
| Parma F. C. (cedido)         | Italia          | 2011-2012 |
| Parma F. C.                  | Italia          | 2012-2015 |
| Inter de Milán               | Italia          | 2015-2018 |
| A. C. Sparta Praga (cedido)  | República Checa | 2017-2018 |
| Parma Calcio 1913            | Italia          | 2018-2019 |
| Trapani Calcio               | Italia          | 2019-2020 |
| San Fernando C. D.           | España          | 2020-2024 |
| Antequera C. F.              | España          | 2024-     |

## Palmarés

### Campeonatos nacionales
| Título              | Club           | País   | Año  |
| ------------------- | -------------- | ------ | ---- |
| Supercopa de Italia | Inter de Milán | Italia | 2010 |

### Copas internacionales
| Título                            | Club           | País                   | Año  |
| --------------------------------- | -------------- | ---------------------- | ---- |
| Copa Mundial de Clubes de la FIFA | Inter de Milán | Emiratos Árabes Unidos | 2010 |